# Györök Leó
Györök Leó, Györök Leó György, teljes nevén: Györök György Ferenc Leó  (Pápa, 1847. április 22. – Budapest, 1899. december 15.)  magyar festő, grafikus, író, nyelvtanár, a párizsi kommün magyar résztvevője, a magyar művészettörténet egyik legkalandosabb életű alakja.

## Életpályája

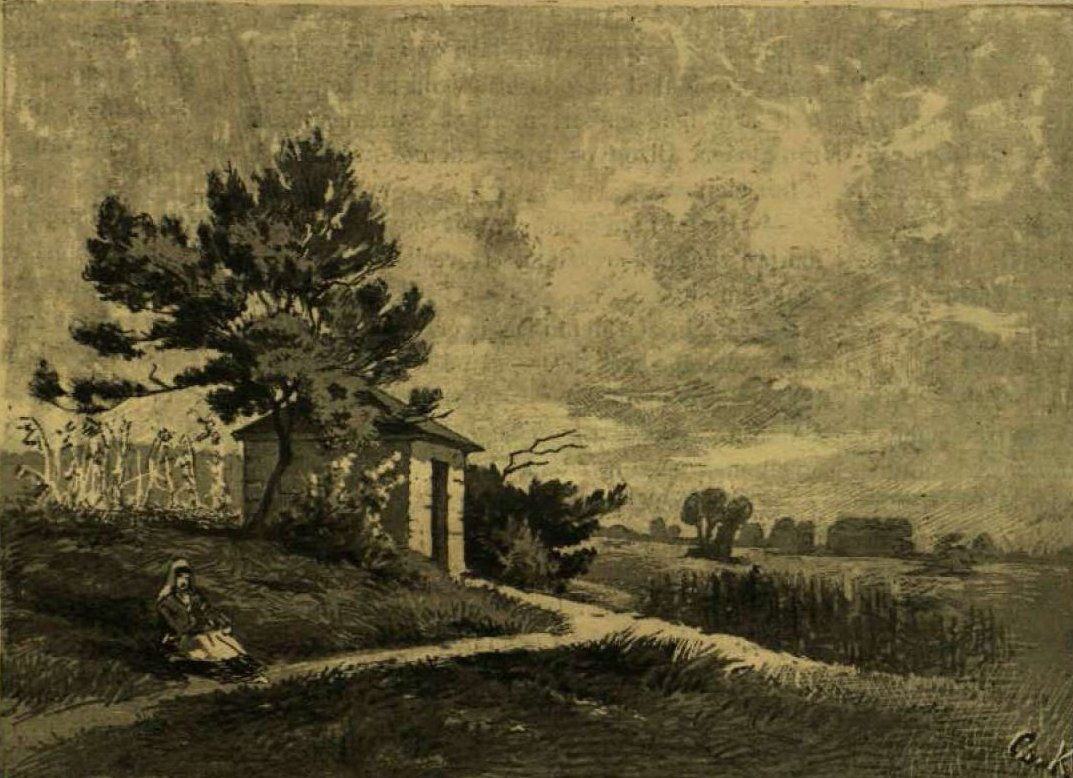
A Vörösmarty-kunyhó Fóton

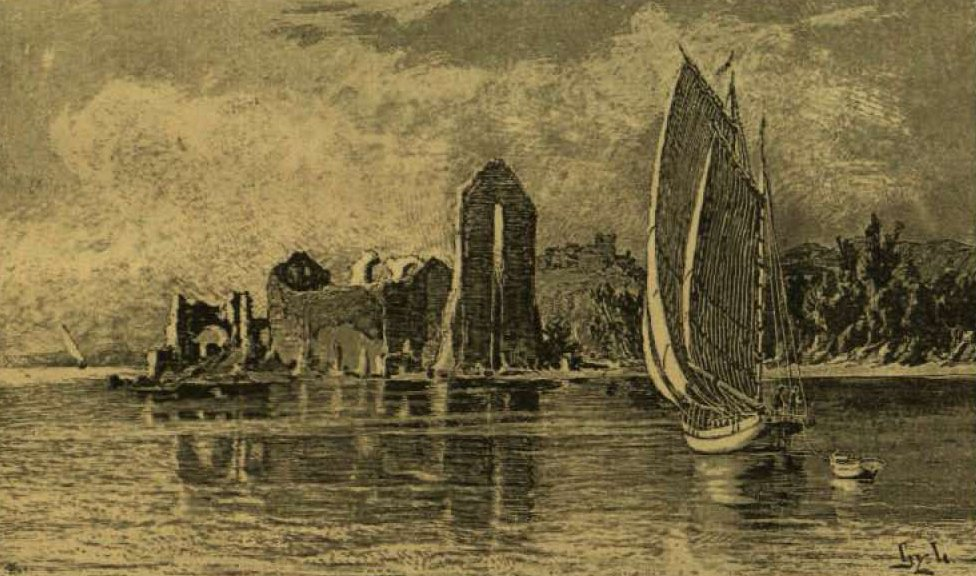
Mirine. Illusztrációja egy könyvből.

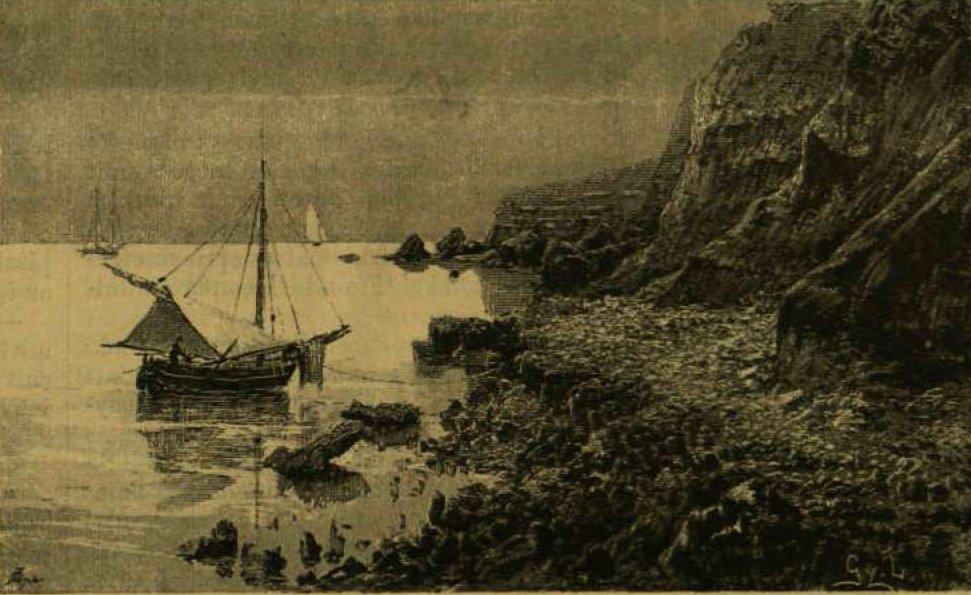
Brevilaquai partok. Illusztrációja egy könyvből.

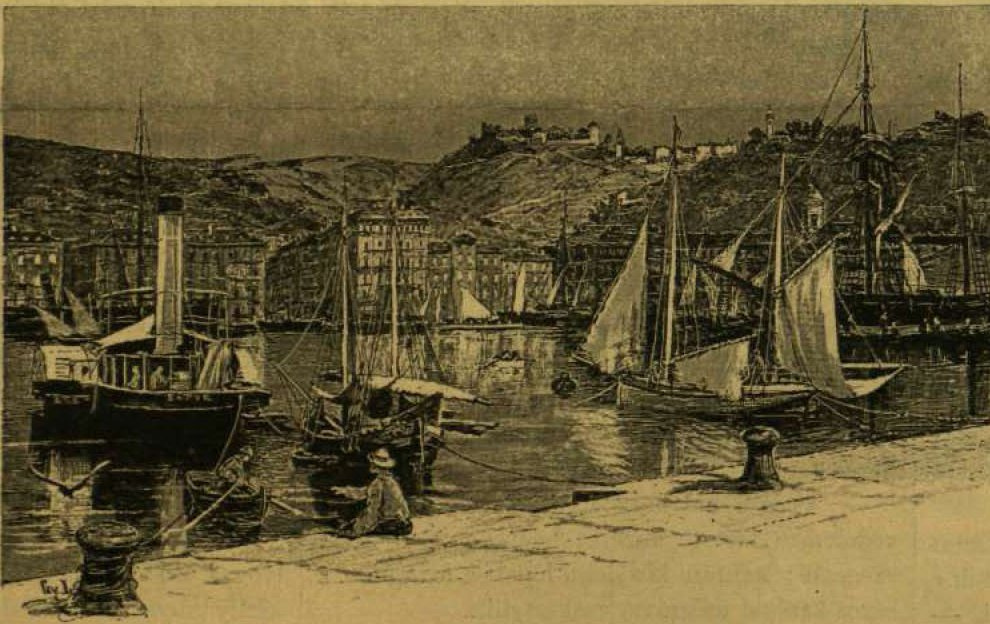
Fiume. Illusztrációja egy könyvből.

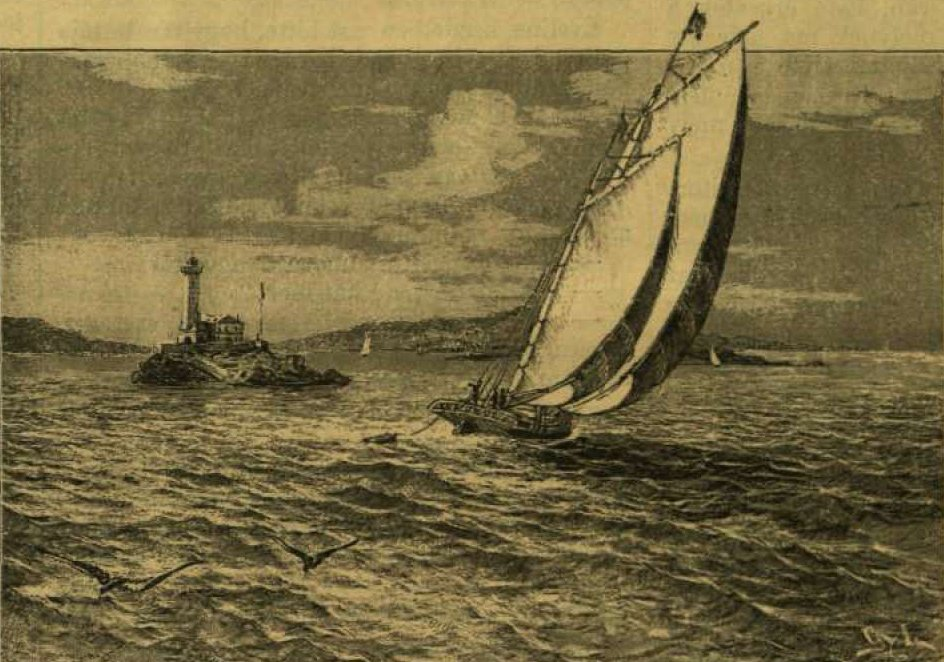
Mulói világítótorony. Illusztrációja egy könyvből.

Korán megmutatkozó művészi készségét édesanyja, a fiatalon elhunyt Novákovics Julianna, és édesapja, Györök György is nagyra értékelte. A művelt, felvilágosult, reformszellemű apa, aki 1848-ban Pápa város ügyésze, majd a városi honvédzászlóalj hadbírája volt, később színtársulatok támogatója, lapszerkesztő és nyomdavezető, nagy hatással volt fia világszemléletére. Györök Leó a középiskolát Székesfehérvárott végezte, majd kijárta a tengerészeti akadémiát Fiuméban. Hajóhadnagyként járta a világ tengereit, utazásai során rendszeresen készített vázlatokat és festményeket; ekkor döntött a festészet mellett. 1866-tól egy évig a walesi Cardiffban élt, ahol – mivel 1851-ben elhunyt édesanyja öröksége kevés volt a megélhetéshez – nyelvtanítással kereste kenyerét, miközben festészettel is foglalkozott. Innen Párizsba költözött, hogy megkezdhesse festészeti tanulmányait. Tisztában volt azzal, hogy a korabeli Magyarországon aligha élhet meg festői munkásságából, ezért elsőként az École nationale des ponts et chaussées mérnöki szakára iratkozott be. Emellett az École des Beaux-Arts festészeti és a Sorbonne irodalmi, filozófiai előadásait hallgatta. Három éven át sikeresen tette le vizsgáit mindhárom tanintézményben. Közben bekerült Gustave Courbet festőiskolájába, megismerkedett, később össze is barátkozott a nagy francia festőművésszel. Courbet forradalmi, köztársaságpárti nézetei iskolájának, így Györök Leónak a szemléletét is meghatározták. Baráti körének többsége a Courbet-iskola növendékeiből állt, baloldali eszméiket egyre inkább magáéinak vallotta. Szemléletének radikalizálódása hozzájárult a rövidesen kitörő háborúkban, forradalmakban való részvételéhez. Ez az időszak a magánéletében is fordulatot jelentett: eljegyzett egy francia lányt, egybekelésüket azonban meghiúsította a háború.
Az 1870. évi porosz–francia háború, a köztársaság kikiáltása és a város ostroma véget vetett Györök tanulmányainak. Röviddel a francia hadüzenet után beállt a szabadcsapatokba önkéntesnek. Mérnöki képzettsége miatt örömmel fogadták. Részt vett többek között a sedani csatában, a vereség után háromezer társával együtt Belgium területére menekült, de rövidesen visszatért Párizsba. 1870 szeptemberében, miután a francia fővárost körülzárta a porosz hadsereg, Györök azonnal jelentkezett a védelmére. Műszaki tisztként az erődítési munkákon dolgozott. A város eleste, a porosz hadsereg bevonulása és a francia nemzetgyűlés Versailles-ba költöztetése után, 1871 elején már a forradalmi Párizs védelmének kiépítésében vette ki a részét. Márciusban kikiáltották a Kommünt, áprilisban a poroszokkal megerősített versailles-i csapatok megtámadták Párizst. Györök Leót ekkor a Kommün barikádbizottságának tagjává választották. Néhány hét alatt százados, majd Párizs akkori katonai kulcspontjának, a Porte Maillot-nak és környékének tüzérparancsnoka s a második műszaki zászlóalj őrnagya lett. Egy éjjel szinte az ellenség szeme láttára egy fedett üteget állíttatott fel és reggelre szétszórta a porosz hadsereg ütegeit, két nap múlva pedig az ellenség nagyarányú támadását is visszaverte. Haditetteinek elismeréseképpen Dombrowski tábornok kinevezte a rommá lőtt Issy vár parancsnokává a lemondott Eudes tábornok helyére. A vár elvesztése után a Kommün utolsó menedékének, az általa korábban megerősített Montmartre-nak lett a parancsnoka. A Kommün leverésével fogságba esett, kétszer is golyó általi halálra ítélték, és csak az utolsó pillanatban menekült meg: halálos ítéletét gyarmati kényszermunkára változtatták. Az Aube nevű francia rabszállító hajón, a bresti hadi kikötőben sínylődött négy hónapig kilencszáz társával, akiknek a negyedik hónap végén már csak harmada maradt életben. Györök a képzőművészeti tudása révén megszerezte a hajókapitány jóindulatát, így nemsokára a többiekhez képest elnézőbben őrizték. Ekkor készült a Pihenő gályarab című rajza, amely képet ad a fogságban átélt szenvedéseiről. A hajó elindulását követően, kihasználva viszonylagosan kedvezőbb helyzetét, a francia partok mentén töltött utolsó napon a fedélzetről a tengerbe ugorva és partra úszva megszökött a rabságból.
1871 végén visszatért Magyarországra és mint mérnök, az itt működő belga vasútépítő társaságnál dolgozott annak 1873-as csődjéig. Ezután 1874 végéig a Magyar Királyi Államvasutaknál volt alkalmazásban. Minthogy anyanyelvén kívül kiválóan beszélte az olasz, horvát, német, angol, francia nyelveket, beiratkozott a budapesti egyetemre, ahol 1877-ben magyar-francia nyelvtanári képesítést szerzett. Trefort Ágoston kultuszminiszter kinevezte az akkor részben olasz nyelvű Fiume főgimnáziumának magyar és francia nyelvtanárává. Ekkor írta meg magyar nyelvtanát olasz tanítványai részére, amelyet a Budapesti Szemle kritikája a legjobb ilyen jellegű munkák egyikének tartott. Tankönyve miatt azonban vitába keveredett az iskola vezetésével. 1880-ban otthagyta állását, s a fővárosban vállalt munkát. Polgári iskolai óraadó tanárként működött, majd 1885-től a belvárosi főreáliskola francia nyelvtanára lett. 1886-ban a főváros vezetése rendes tanárrá nevezte ki.
Györök 1883-tól haláláig sűrűn szerepelt a Műcsarnokban, majd a Nemzeti Szalonban is, elsősorban adriai témájú képeivel. Illusztrációkat is készített, régészeti cikkeket írt az Archeológiai Értesítőbe, ifjúsági regényt adott ki a Bounty hadihajó lázadóinak kalandjairól. Mint festőt leginkább a tenger vonzotta. Motívumait legszívesebben a „magyar tengerpartról”, az Adriai-tengerről vette. Valahányszor csak tehette, oda utazott le. 1891-ben megépíttette vitorlás hajóját, a Kurult saját tervei alapján. Ezen a hajón járta be újra és újra szeretett tengerét, ekkor készült vázlatait később Budapesten dolgozta ki. Adriai útjai kulturális találkozókká váltak, különféle tudomány- és művészeti ágak képviselői fordultak meg hajóján, a festőművészek közül például Edvi Illés Aladár és Mendlik Oszkár. Telket vásárolt Lussin-Piccolóban, építkezésbe is fogott ugyancsak saját tervei szerint. Arra készült, hogy a századforduló évében nyugdíjba vonul, s Adria-parti telkén csak művészettel foglalkozik. Erre azonban már nem kerülhetett sor: 1899. december 10. táján egymás után kétszer féloldali szélhűdés érte. Néhány nap múlva, részben bénán, kínlódva véget vetett életének: főbe lőtte magát.
Első, ismeretlen nevű francia menyasszonya valószínűleg elesett a párizsi kommün leverésekor. Magyarországon kétszer nősült, első házasságából született egyetlen gyermeke, Györök Leó Tivadar.

## Megjelent könyvei
- Grammatica metodica della lingua ungherese, con esercisi pratici (Fiume, 1880)
- Lázadó hajósnép viszontagságai a Csöndes-tengeren. Való történet (Budapest, Athenaeum Irodalmi és Nyomdai Rt., 1890)

## Emlékezete
- Hagyatékából a Műcsarnok 1900-ban emlékkiállítást rendezett.
- Alkotásai ma a Magyar Nemzeti Galériában, a Budapesti Történeti Múzeum–Fővárosi Képtárban és számos vidéki múzeumban, köztük a Balatoni Múzeumban találhatók.

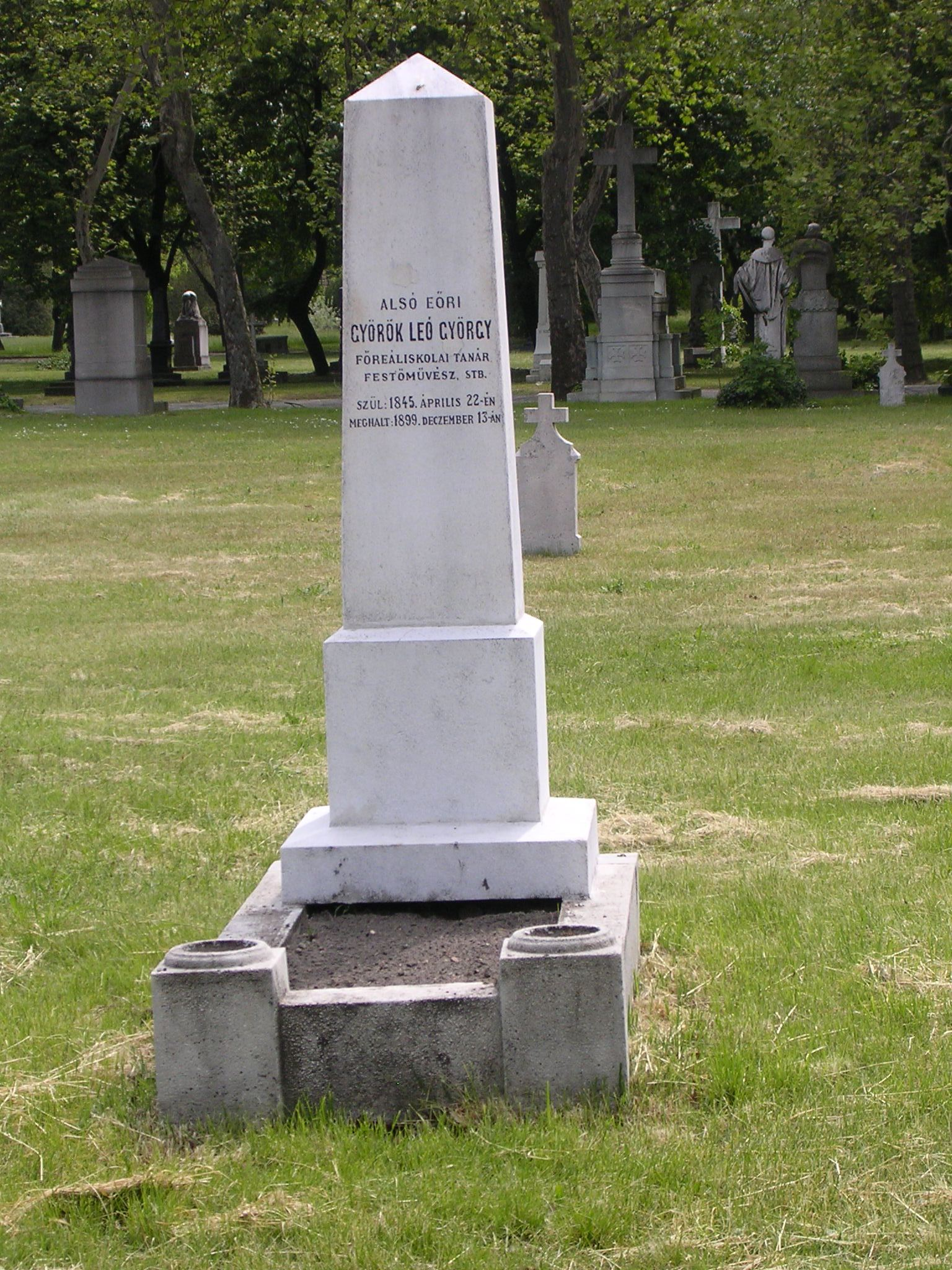
Sírja a Fiumei úti sírkertben (28-16-14)